# Роментино
Роментѝно (на италиански: Romentino, на местен диалект: Rmantin, Ърмантин) е градче и община в Северна Италия, провинция Новара, регион Пиемонт. Разположено е на 146 m надморска височина. Населението на общината е 5613 души (към 2014 г.).